# Endothiodon

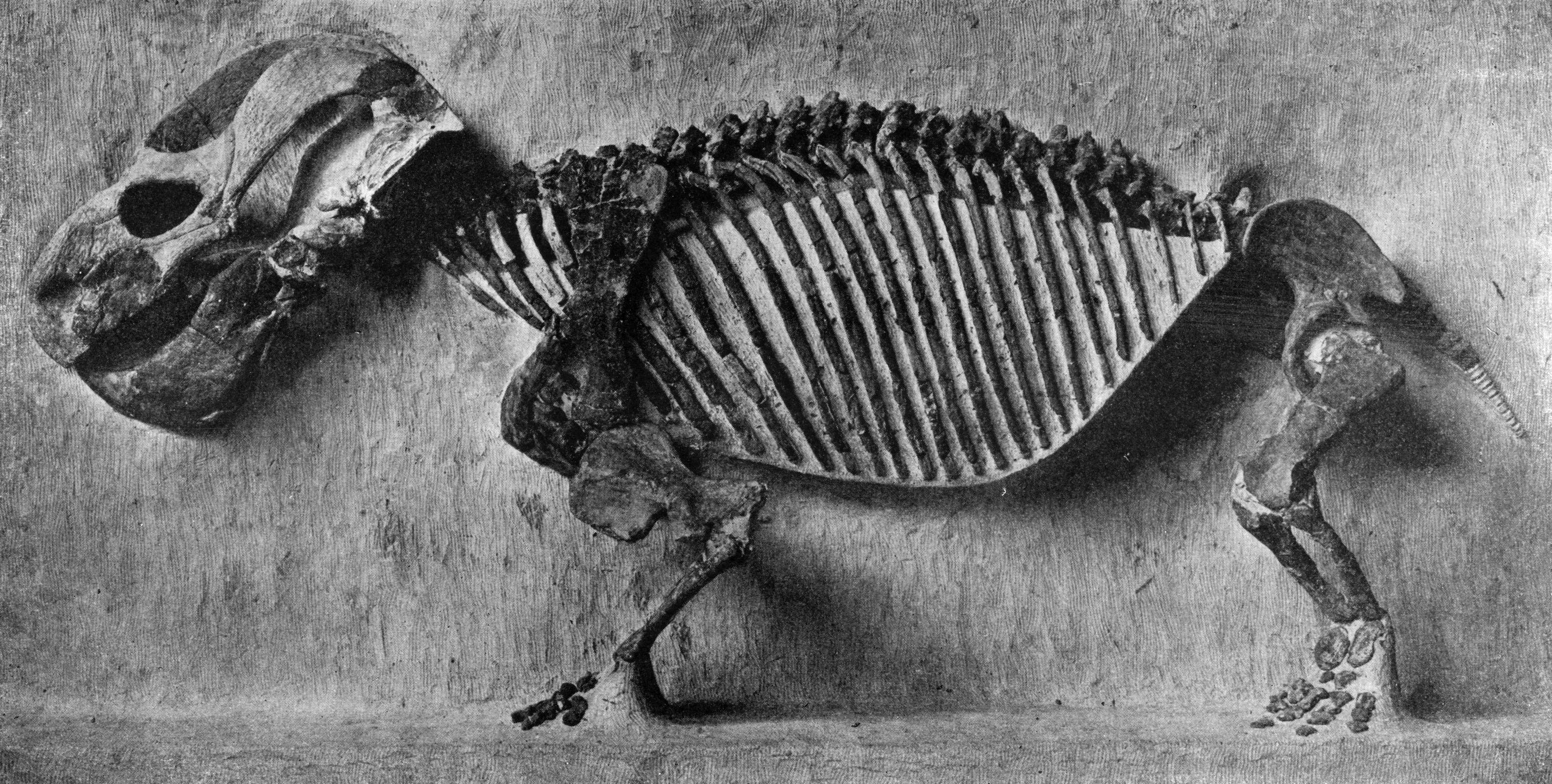
Esqueleto de Endothiodon uniseries.

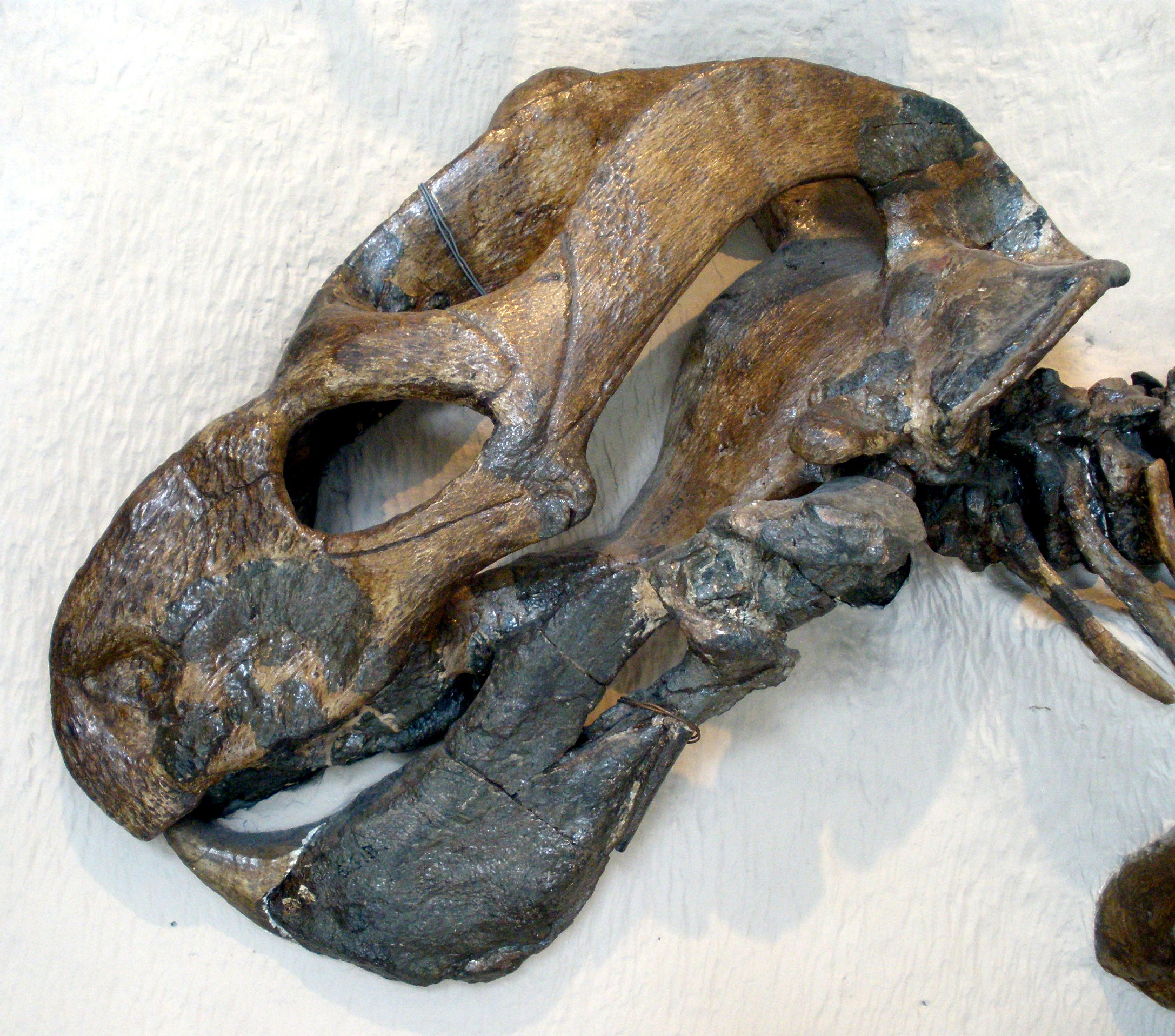
Endothiodon angusticeps (ahora Endothiodon uniseries).

Endothiodon es un género extinto de sinápsidos dicinodontos que existió durante el Pérmico (medio y superior) en lo que actualmente es África y la India.